# محمد الشريف مساعدية
محمد الشريف مساعدية (أكتوبر 1924 تيفاش، دائرة مداوروش، ولاية سوق أهراس - 1 يونيو 2002 الجزائر العاصمة) كان مناضلا في حزب جبهة التحرير الوطني ورئيسا سابقا لمجلس الأمة. يعتبر مساعدية واحدا من الشخصيات التي كانت مؤثرة جدّا في الحزب جبهة التحرير الوطني والدولة الجزائرية.

## سيرة
ولد محمد الشريف مساعدية في أكتوبر 1924 بتيفاش، دائرة مداوروش، ولاية سوق أهراس. بدأ حياته النضالية في الحركة الوطنية في عام 1942 في حزب الشعب الجزائري وحركة انتصار الحريات الديمقراطية. درس بجامع الزيتونة بتونس في بداية الخمسينيات قبل أن يلتحق كضابط بجيش التحرير الوطني من بوابة القاعدة الشرقية في الحدود الجزائرية التونسية رفقة الشاذلي بن جديد. كان ضمن مؤامرة العقيد لعموري الذي حاول الانقلاب على الحكومة الجزائرية المؤقتة في نوفمبر 1958. اعتقلته الحكومة المؤقتة وعذبته وسجن إلى غاية 1960 ليطلق سراحه ويرسل إلى الحدود الجزائرية المالية.

## بعد الاستقلال
بعد استقلال الجزائر سنة 1962 أصبح محمد الشريف مساعدية محافظا لحزب جبهة التحرير الوطني بكولومب بشار بين 1962 و 1963 وعنابة عام 1964 كان نائبا في المجلس الشعبي الوطني عن دائرة الساورة عام 1962 وعضوا باللجنة المركزية للحزب منذ 1964 وتقلد مسؤولية دائرة التوجيه والإعلام باللجنة المركزية بين 1967 و 1977 قبل أن يعين منسقا للحزب. لم يلعب مساعدية دورا محوريا خلال فترة حكم الرئيس هواري بومدين ذلك أن موقفه من الانقلاب الذي أحدثه في 19 جوان 1965 لم يكن منحازا بل كان حياديا. أشرف على اجتماعات محافظي الحزب على المستوى الوطني واستطاع توجيه الحزب وإحكام قبضته عليه من خلال هيمنته على المنظمات الجماهيرية كاتحاد النساء واتحاد الشبيبة واتحاد العمال والفلاحين والهلال الأحمر وغيرها بعدما أبقى على مسؤولية التوجيه والإعلام في الحزب بين يديه. عين وزيرا للمجاهدين في أول حكومة للرئيس الشاذلي بن جديد سنة 1979 لكن سرعان ما عاد إلى الحزب في 15 يوليو 1980 ليخلف محمد الصالح يحياوي ويعين خلال عملية إعادة هيكلة الحزب عضو الأمانة الدائمة للجنة المركزية للحزب وهو المنصب الذي مكث فيه 8 سنوات إلى غاية اندلاع أحداث 5 أكتوبر 1988 الذي كان أحد أهم ضحاياه. خلال الثمانينات كلفه الرئيس الشاذلي بن جديد بمهمة دراسة وتقييم ملفات الوقائع المرتبطة بحرب التحرير. عُرف محمد الشريف مساعدية بما يسمى المادة 120 و 121 من القانون الاساسي لحزب جبهة التحرير الوطني الذي استطاع بفضله إزاحة العناصر المنتمية للحزب الشيوعي الجزائري وحزب الطليعة الاشتراكية من المنظمات الجماهيرية للحزب. كان معارضا للنهج الإصلاحي للثنائي الشاذلي وعبد الحميد إبراهيمي وفي عهده حدث تجاذب وعدم انسجام بين الحزب والحكومة إذ ظهر مساعدية محافظا وكانت صحافة تلك الفترة تعكس التوجهين بحيث كانت مجلة الثورة الإفريقية تدافع عن النهج الاشتراكي المحافظ في حين كانت جريدة جزائر الأحداث تمهد للإصلاحات الليبرالية الجديدة. فكان الحزب في عهد مساعدية وكأنه تخندق في معارضة غير معلنة وكان الرئيس الشاذلي بن جديد يحدث التوازنات بين الطرفين. حتى جاءت أحداث أكتوبر فرمت بمساعدية ونهجه إلى الهامش حيث أقيل من منصبه في 29 أكتوبر 1988 وظهر جيل الإصلاحات بقيادة مولود حمروش. لكن مساعدية مع ذلك بقي عضوا باللجنة المركزية للحزب إلى غاية 1998 وظل على نهجه المحافظ رفقة محمد الصالح يحياوي لكن في احتشام والتزام تام في عهد عبد الحميد مهري قبل أن يعود إلى الواجهة في عهد بوعلام بن حمودة لكن عودته الأكيدة كانت بمناسبة رئاسيات 1999 حيث شارك في الحملة الانتخابية للمترشح عبد العزيز بوتفليقة بحيث نشط عدة تجمعات شعبية. وعند اعتلاء بوتفليقة رئاسة الجمهورية كلف مساعدية بمهام خارج الوطن لكن عودته تدعمت أكثر بتعيينه عضوا بمجلس الأمة في 4 جانفي 2001 قبل أن ينتخب رئيسا للغرفة الثانية للبرلمان خلفا لبشير بومعزة وهو ما أهّله للعودة إلى دائرة القرار السياسي من بابها الواسع.

## وفاته
توفي محمد الشريف مساعدية في المستشفى الأمريكي بباريس في 1 يونيو 2002 أي يومين بعد الإعلان عن نتائج الانتخابات التشريعية التي عاد فيها حزب جبهة التحرير الوطني إلى الواجهة بعد حصوله على الأغلبية البرلمانية. وووري جثمانه التراب في مقبرة العالية.

## روابط خارجية
- الموقع الرسمي لحزب جبهة التحرير الوطني